# Spleen
La palabra spleen tiene su origen en el griego splēn. En inglés denota al bazo.
El diccionario de la Real Academia Española acepta la grafía "esplín"  que ya utilizó Tomás de Iriarte en su poema "El esplín".
En francés, spleen representa el estado de melancolía sin causa definida o de angustia vital de una persona. Fue popularizado por el poeta Charles-Pierre Baudelaire (1821-1867) pero había sido utilizado antes, en particular durante la literatura del Romanticismo, a inicios del siglo XIX. 
La conexión entre spleen (el bazo) y la melancolía viene de la medicina griega y el concepto de los humores. Los griegos pensaban que el bazo segregaba la bilis negra por todo el cuerpo y esta sustancia se asociaba con la melancolía. Aunque hoy en día se sabe que no es así, la idea permaneció en el lenguaje.
Opuesto a este concepto el Talmud (tractate Berachoth 61b) nombra al bazo como el órgano de la risa, aunque no está descartada una anterior relación con la medicina de los humores acerca de este órgano.
En alemán, la palabra "spleen" , denota a alguien continuamente irritable. El bazo en cambio se llama milz (parecido al nombre milte que se daba al bazo en el inglés antiguo). En el siglo XIX las mujeres de mal humor se decían afectadas por el spleen. En inglés moderno "to vent one's spleen" significa "...expresar su ira".
En China, el spleen '脾 (pi2)' representa uno de los fundamentos del temperamento y se supone influye el poder de la voluntad. Del mismo modo que "venting one's spleen" (expresar la ira), "发脾气" se usa como expresión.